# Колодежное
Колодежное — село в Подгоренском районе Воронежской области России.
Административный центр Колодежанского сельского поселения.

## География
Село расположено на правом берегу реки Дон.

### Улицы
- ул. Мальченко
- ул. Опрышко
- ул. Сергиенко
- ул. Советская
- ул. Тарасенко

## История
Согласно энциклопедическому словарю Брокгауза и Ефрона в конце XIX века слобода Колодежная (Колодяжное тож) относилась к Острогожскому уезду Воронежской губернии. Она располагалась в 58 верстах к востоку от уездного города на почтовой дороге из Павловска в Острогожск. В 1894 году в ней имелось 362 двора, проживало 2411 жителей. В слободе находилась школа, в год проводилось 3 ярмарки. Общественной земли имелось 5974 десятин.

## Население
| 1859 | 1897  | 2010 |
| ---- | ----- | ---- |
| 2082 | ↗2347 | ↘643 |